# Lamberto al II-lea de Spoleto
Lamberto al II-lea de Spoleto (n. 880 d.Hr., Italia – d. 15 octombrie 898 d.Hr., Spinetta Marengo⁠(d), Alessandria, Piemont, Italia) a fost rege al Italiei din 891 și împărat al Imperiului Carolingian din 892 alături de tatăl său, Guido al III-lea de Spoleto și duce de Spoleto și Camerino după moartea acestuia în 894. În ciuda tuturor titlurilor, tatăl său nu și-a exercitat niciodată puterea în afara domeniilor sale ereditare, astfel că, la moartea acestuia, Lamberto a fost prins în lupta dintre diversele clanuri italiene și france pentru tilurile regale și imperiale. Lambert a continuat să domnească susținut de Biserică, continuând lupta cu rivalii săi. În 898 a reușit să-l surprindă și să-l învingă pe Berengargio de Friuli la Borgo San Domingo, dar la întoarcerea sa la Pavia Lamberto a murit, fie ca urmare a unui asasinat fie a unui accident de călărie. 
Arnulf de Carintia pentru titlurile regale și imperiale și îl invită pe acesta să îl detroneze pe Guido. Acesta trimite armata fiului său Zwentibold în ajutorul lui Berengario care îl atacă pe Guido cu câteva ocazii. Acesta s-a retras într-o fortificație de pe Râul Taro unde a murit în toamna lui 894 lăsându-l moștenitor pe fiul său sub tutela mamei sale. Aceștia vor contesta tilurile lui Guido contra lui Bergenario și Arnulf.
Guido nu a reușit niciodată să își exercite puterea în afara domeniilor sale, în ciuda pretențiilor sale la titlul imperial. El a rămas în istorie ca o marionetă a papei, fiind foarte contestat de mulți nobili italieni. 